# Poštovní úřad
Poštovní úřad (v novém překladu též Na poště, anglicky Post Office) je první román amerického spisovatele Charlese Bukowského vydaný v roce 1971.

## Vznik románu
Bukowski pracoval dlouhou dobu na poště a na sklonku podzimu 1969 byl vedením upozorněn, že bude propuštěn kvůli častým absencím. Ačkoli sám tvrdil, že odešel dobrovolně, aby se mohl věnovat psaní, poštovní záznamy vypovídají něco jiného.
S Johnem Martinem (vydavatelem Black Sparrow Press) se dohodl na měsíčním honoráři 100 dolarů, které mu bude Martin vyplácet a Bukowski se bude moct věnovat pouze psaní pro Martinovo nakladatelství. Ještě zašel na své pracoviště podat sám výpověď dříve, než by ji obdržel od pošty. Poté, co se rozloučil s kolegy během poslední noční směny, nakoupil zásoby alkoholu a s přáteli uspořádal několikadenní večírek na oslavu náhlé svobody.
2. ledna 1970 začal dnem i nocí poctivě psát a za tři týdny jej měl hotový. Pak vzal propisku a proškrtal místa, kde se opakoval a zeštíhlil některé věty. Měl několik pracovních návrhů názvu díla: Šest piv bez rozvrhu, Dvanáct promarněných let, Jak zemřela Betty, Zprávy z pošty. Nakonec použil prostý a výstižný název Poštovní úřad.
Poštovní úřad je prošpikován spoustou dialogů – po vzoru Fanteho a Hemingwaye. Konkrétně od Johna Fanteho převzal nápad rozdělit román do velmi krátkých kapitol. I když celek nemusí působit soudržným dojmem, způsob, jakým je popsáno nezáživné rutinní zaměstnání, kterým si projde zřejmě každý, je velmi přesvědčivý. Navíc jsou eskapády Henryho Chinaskiho – hlavní postavy příběhu – podtrhnuty sardonickým humorem, což románu dodává potřebné odlehčení a udržuje čtenáře v tempu. Nechybí ani postelové téma, u Zápisků starého prasáka se Bukowski naučil, že sex u čtenářů boduje.
V postavě Betty autor představuje Jane Cooney Bakerovou, svou první vážnou známost a velkou životní lásku.
Fay symbolizuje Frances Smithovou, matku jediného Bukowského dítěte – Marine Louisy.
Joyce je první manželka Charlese Bukowského Barbara Frye.
Nedlouho po vydání byl román přeložen do 15 jazyků.
Česky knihu vydalo nakladatelství Pragma v roce 1996.

## Námět
Henry Chinaski popisuje vtipnou formou svůj pracovní úvazek na poště a poměry, jaké zde vládnou. Vzpomíná na pokusy doručit poštu i během povodní, na arogantního nadřízeného a na nekonečná školení. Zmiňuje smrt své lásky Betty, seznámení s Joyce – dcerou bohatého texaského rančera, narození vlastní dcery a najde si čas i na oblíbené dostihy. Samozřejmě nechybí ani nějaká ta sklenička.

## Děj
Henry Chinaski dostane tip na brigádu u pošty. Nafasuje brašnu a rozpis a jde roznášet jako náhrada za stálého poštovního doručovatele. Několik dní roznáší, přičemž se mu podaří sbalit jednu udělanou ženskou. Zdá se mu, že jediné, co mají pošťáci na práci, je ležérní házení dopisů do schránek a obskakování paniček. To se mu zamlouvá. Zanedlouho jej však přeloží na Oakford Station, kde už panují odlišné podmínky. Vedoucím je zde jistý Johnstone, od pohledu krutý člověk. Doslova sdírá z doručovatelů kůži. Chinaski si to nenechá líbit a tak napíše třicetistránkovou stížnost a zanese ji na ústředí. Ale nepochodí, úředník Johnstona obhajuje slovy, že je to skvělý chlap. „Nespí spolu?“ napadne Chinaskiho.
Johnstone chce potrestat Chinaskiho tím, že mu nenechá žádnou práci. Jeden ze služebně starších pošťáků, který má také své zkušenosti s Johnstonem Hankovi poradí, aby se hlásil na Prell Station, kde jej využijí. Henry ho poslechne a může opět důstojně a bez stresu pracovat. Za deset dní si jej však Johnstone stáhne zpátky na Oakford. Má pro Chinaskiho nachystánu nejhorší trasu.
Chinaski chodí a učí se záludnosti a nástrahy trasy, které stálí doručovatelé dávno znají, ale nechávají si je pro sebe jako tajemství. Během deštivého období stoupá voda na ulici a je nemožné stihnout směnu. Chinaskimu chcípne poštovní dodávka kousek od garáží a voda ji odplaví na něčí zahrádku. Zamkne ji, dojde do garáží a hodí klíče na stůl dispečerovi spolu s adresou, kde parkuje, ať si ji vyzvedne. Dispečer nemůže uvěřit, že ji tam nechal.
Johnstonův nejoblíbenější doručovatel se jmenuje Matěj Battles. Vždy je čistý a upravený a Johnstone jej před ostatními chválí a dává jej jako příklad vzorného poštovního doručovatele. Jednoho dne Matěj nepřijde do práce. Došlo se na to, že vykrádal peníze z obálek pro jednu církev. Chinaski si nenechá ujít příležitost a provokativně se ptá Johnstona, co je s Matějem. Vedoucímu poklesne hlava a neodpoví.
Chinaski se dál pere s těžkou trasou. Zdržují jej důchodkyně, občas po něm jde nepřivázaný pes, provokují ho hlupáci.
Po třech letech dostane smlouvu na dobu neurčitou, z čehož plynou jisté výhody. Dostane 5 tras, které má zanedlouho v malíčku. Spory s Johnstonem pokračují. Za dalšího půl roku dává Chinaski výpověď a odchází.
Zkouší štěstí na dostizích a daří se mu. Po závodech bývá většinou v mírném plusu, což mu stačí ke spokojenosti. S Betty si užívají klidný život a večer spolu popíjejí a dovádí v posteli. Jenže nic nevydrží věčně a tak se i tato idylka rozpadne.
Seznamuje se s Joyce. Joyce je nenasytná nymfomanka a Chinaski ji bere s sebou na dostihy. Joyce přitahuje pozornost chlapů a to Henryho rozptyluje natolik, že se mu přestává dařit sázet správné tipy. Prohrává své zbývající peníze. Joyce trvá na svatbě, Chinaski se nebrání. Odjíždí spolu do malého texaského městečka, odkud Joyce pochází. Tady jim nic nechybí, žijí spolu obklopeni nádhernou přírodou, čistými jezery a hustými lesy, dokud to Joyce nezačne táhnout zpět do velkoměsta. Chce dokázat ostatním, že dokáží být soběstační. Hankovi vyhovoval poklidný povalečský způsob života v maloměstě, ale jelikož to není on, kdo drží rodinnou kasu a chce předejít hádkám, podřídí se. Najde si práci jako expedient v obchodě s uměleckými předměty. Práce není náročná, má čas studovat dostihový program nebo si zajít do bistra na kávu a flirtovat s číšnicemi.
Po čase se Chinaski znovu ocitá ve spárech pošty a dělá noční dvanáctky. Je zmožený a unavený. A musí podávat dobré výkony v posteli, Joyce se nenechá připravit o své. Úmorná dřina pokračuje, navíc posílená o přesčasy. K tomu musí zaměstnanci absolvovat i vnitropodnikové testy.
Joyce si najde práci na okresním policejním oddělení, kde se seznámí s jedním chlápkem. Rozvod na sebe nenechá dlouho čekat. Chinaskimu to je jasné. Sbalí si věci a odchází. Zůstal mu poštovní úřad.
Vrací se k Betty a společnému chlastání. Je to však smutnější než dřív.
Henryho si předvolají na osobní oddělení, zjistili, že jim zatajil v dotazníku některá obvinění a přestupky. Dostane příležitost své zaměstnání obhájit, na písemnou odpověď má deset dnů. Chinaski si nakoupí vyhlášky, zákoníky, karton piv a sedmičku whisky, hodí se marod a usedá k psacímu stroji. Svou odpověď staví na dlouhých málo srozumitelných slovech, celé to vyzní jako velmi byrokratická zpráva plná odkazů a paragrafů. Odevzdá 42-stránkovou odpověď a dostane odklad, než se pošta vyjádří. Pracuje dál a navíc studuje rozvrh na testy. Napadne jej, že by mohl zažádat o odložení zkoušek, dokud se nevyjasní, zda bude pokračovat v zaměstnání.
Vánoce jsou za dveřmi. Spolu s Betty si upečou krocana a otevřou láhev.
Po Vánocích se zastaví za Betty a najde ji na pokoji dost opilou. Všude samé flašky – vodka, whisky, víno. Chinaski má o ni starost, Betty nevypadá dobře. Tuší, že tolik pití by ji zabilo. Po deseti dnech ji opět navštěvuje, ale pokoj je prázdný a na prostěradle je velká skvrna od krve. Ptá se majitelky, co se s ní stalo. Jde za ní do nemocnice. Betty už není pomoci. Pohřbu se účastní jen tři lidé – její milenec Chinaski, její syn Larry a duševně vyšinutá sestra majitelky hotelu Marcia.
Chinaski je zdrcen, přece jen toho prožil s Betty hodně. Život jde dál.
Setkává se s Vi, bývalou spolupracovnicí z pošty a chvíli se spolu stýkají. Osobní oddělení jej informuje, že zůstává ve výkonu zaměstnání. To znamená zkoušky z testů za dva týdny. Chinaski je udělá až napodruhé.
Následuje smlouva na dobu neurčitou. Tedy osmihodinové noční směny místo dvanáctek a placená dovolená. Pracuje vedle Davida Janka, poněkud halasného intelektuála. Janko se považuje za génia a velkého milovníka, ačkoli si Chinaski všiml, že v práci se s ním žádná ženská nebaví. Právě dopsal román a dává jej Hankovi k posouzení.

Chinaskimu se začne dařit na dostizích a bere si na tři měsíce neplacené volno. Chvíli všechno nádherně funguje, ale pak se přestane dařit a peníze se rozkutálejí.
Do života Chinaskimu vstupuje Fay. Vrací se na poštu, ale přestává zvládat noční směny. Trpí závratěmi. Fay porodí dítě, zdravou holčičku. Zdravotní sestra ji ukazuje Chinaskimu přes sklo. Dívá se na dcerku a neví, jak se má tvářit. Pomyslí si, že jednou z ní vyroste holka, která bude vypadat jako on. Zamává jí a loučí se se sestrou. Má hezké nohy, prima boky a pěkné prsa.
Fay dá holčičce jméno Marina Louise. V Los Angeles vypuknou rasové nepokoje. Chinaskiho pořád otravují snaživí vedoucí. Fay se odstěhuje s Marinou do podnájmu, Chinaski se nevzpěčuje, cítí, že to tak bude lepší. Chodí pravidelně navštěvovat dcerku, dokud se s ní Fay neodstěhuje do hipísácké komuny v Novém Mexiku.
Následuje výměna korespondence mezi vedením pošty a jejím zaměstnancem Henry Chinaskim. Málem podpálí pracoviště, ale podaří se mu zachránit poštu Spojených států amerických – reklamní škváry.
Aby mohl podat výpověď, musí vyplnit formulář. Poštovní úředník si jej předvolá a ptá se jej na důvody. Chinaski si nemyslí, že by mu to měl vysvětlovat a tak ho krmí báchorkou, že bude lovit ondatry, nutrie, norky, vydry a mývaly v mrtvých ramenech jezera La Fourche.
Po odchodu z pošty začne flámovat. Tvrdě se do toho opře. Napadají ho myšlenky o sebevraždě. Pořádá jeden divoký mejdan za druhým. Jednoho odpoledne zvoní zvonek u dveří. Chinaski jde otevřít, venku stojí mladý blonďáček se smějící se černoškou. Hank si nepamatuje, že ji chtěl ojet. Ale teď na to nemá náladu. Vyráží společně do ulic a oslava svobody pokračuje...
„…není nad vůni dobrého, čistého potu, ale není nic horšího než zápach starého potu…“
Dobrý bože, pomyslel jsem si, slyším dobře? Tohle určitě dotuje vláda. Tenhle dement mě učí, že se mám mýt v podpaží. Inženýrovi nebo koncertnímu mistrovi by tohle neudělali. Ponižuje nás.
Myslím, že chtěl použít i slovo „hygiena“, ale prostě ho ve své slovní zásobě nenalezl.